# Maaqouda
Cette page contient des caractères spéciaux ou non latins. S’ils s’affichent mal (▯, ?, etc.), consultez la page d’aide Unicode.
La maaqouda, maqouda ou maakouda (arabe : المعـقـودة) est un beignet de pommes de terre traditionnel du Maghreb, notamment en Algérie, au Maroc, et en Tunisie, particulièrement pendant le mois de ramadan.

## Ingrédients
Il s'agit d'une préparation à base de pommes de terre cuites au préalable et de persil haché, liés avec des œufs battus en omelette à laquelle peuvent être ajoutés des oignons revenus dans de l'huile ou du beurre et un peu de piment moulu ou de curcuma et des ingrédients secondaires comme du thon ou de la viande hachée ou du fromage, ou — traditionnellement mais moins communément de nos jours — de la cervelle de mouton ou des abats de volaille ou des crevettes ou du poisson précuit émietté (en particulier du mérou) ou pour des versions plus économiques, du hareng saur ou des mendoles séchées (Spicara maena, en arabe tunisien jamour).

## Cuisson
La méthode traditionnelle de cuisson est de faire frire la pâte sous forme de beignets.
Une autre méthode, typique elle aussi, est de faire cuire la préparation au four. Certains maintiennent une aspect de galette en formant des boules aplaties qui seront cuites au four, tandis que d'autres versent l'ensemble de la pâte dans récipient et cuisent l'ensemble au four : la préparation ressemble ainsi à un cake au pommes de terre et au persil ou à un tajine tunisien avec de la pomme de terre écrasée,,.
Toutes les sortes de maakouda peuvent se servir chaudes (par exemple accompagnées de sauce tomate) ou froides, mais la version cuite au four est plus diététique et préférable pour la consommer froide,.